# Військово-морська академія ВМФ РФ
Військово-морська академія ВМФ РФ — вищий військово-морський навчальний заклад, військовий навчально-науковий центр Військово-Морського Флоту Російської Федерації.

## Історія
28 січня 1827 р. при Морському кадетському корпусі був заснований Офіцерський клас для «удосконалення деякого числа найкращих зі знову зведених в чини офіцерів у вищих частинах наук, потрібних для морської служби». Курс був спочатку дво-, потім трирічний. Склад викладачів був блискучий (В. Я. Буняковський, М. В. Остроградський, Е. Х. Ленц).
З 1841 р. окрім флотських офіцерів, до слухання лекцій дозволено було допускати кращих вихованців із тих, хто закінчив курс в штурманському півекіпажі, а також офіцерів морської артилерії і корабельних інженерів. У 1862 р. Офіцерський клас був перетворений в «Академічний курс морських наук» з дворічним курсом і трьома відділеннями: гідрографічним, кораблебудівним і механічним. Для вступу потрібна попередня служба в офіцерському чині не менше двох років; вакансії розподілялися між флотськими офіцерами і офіцерами корпусів Морського відомства.
28 січня 1877 р. Академічний курс перейменований в Миколаївську Морську академію. За новим положенням про академію, затвердженим 23 травня 1896 р. вона складалася з трьох відділень — гідрографічного, кораблебудівного і механічного — і курсу військово-морських наук. Тривалість навчання на відділеннях 2 роки, на курсі — 1 рік.

### Вступ до академії
До слухання лекцій в академії (за результатами конкурсного приймального іспиту) допускалися:
- а) на гідрографічне відділення — флотські і штурманські обер-офіцери, якщо вони зробили не менше двох тримісячних кампаній;
- б) на кораблебудівне і механічне — корабельні інженери і інженер-механіки флоту, які прослужили не менше двох років і пробули не менше 12 міс. на практичних заняттях з відповідної спеціальності;
- с) на курс військово-морських наук — штаб-офіцери флоту і лейтенанти, що служать в цьому чині не менше шести років і переважно закінчили курс в одній з академій або в артилерійській чи мінній школах.

Число штатних слухачів 37, з них 15 на курсі військово-морських наук, 6 на гідрографічному відділенні і по 8 на кожному з решти двох відділень.
Слухачам відділень читалися спільно алгебраїчний аналіз, диференціальне та інтегральне числення, аналітична та практична механіка і приватна фізика. Спеціальні предмети: на гідрографічному відділенні — астрономія і геодезія, гідрографія і метеорологія, теорія кораблебудування, оптика і система маякового освітлення; на кораблебудівному — теорія і практика кораблебудування, нарисна геометрія та неорганічна хімія; на механічному — пароплавна механіка, нарисна геометрія та неорганічна хімія. На курсі військово-морських наук читаються морська стратегія і тактика, військово-морська статистика і географія, військово-морська історія і морське міжнародне право.
Студенти, які закінчили курс у відділеннях по 1 розряду, отримують річний оклад платні, а флотські обер-офіцери, які отримали в середньому не менше 11 балів — понад те, два роки старшинства в чині. Студенти, які закінчили курс офіцера, зобов'язані прослужити в морському відомстві по 1 1/2 року за кожен рік перебування в академії. Управління академією довіряється її начальнику (він же директор морського кадетського корпусу). Для обговорення питань з навчальної частини при академії складається конференція з викладачів, лекторів і особливо призначаються особи морського відомства. Офіцерам Морського відомства надано також право вступати в усі військові академії, а офіцерам морської артилерії і інженер-механікам, понад те, до Гірничого інституту.

### Новітня історія

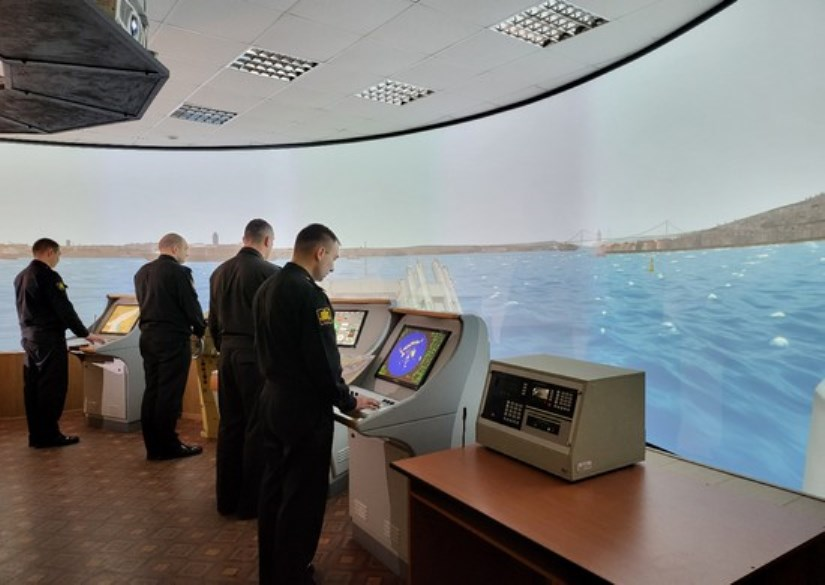
Штурмани ВМФ РФ проходять перепідготовку на навчально-тренувальному комплексі Мостик-2000

Федеральна державна військова освітня установа вищої професійної освіти «Військовий навчально-науковий центр Військово-Морського Флоту» Військово-морська академія імені Н. Г. Кузнєцова" створене розпорядженням Уряду РФ від 24 грудня 2008 року.
|  | З метою вдосконалення системи підготовки фахівців для Збройних Сил Російської Федерації та оптимізації мережі військових навчальних закладів Міноборони Росії: 1. Створити: ... федеральна казенна державна військова освітня установа вищої професійної освіти «Військовий навчально-науковий центр Військово-Морського Флоту« Військово-морська академія імені Н. Г. Кузнецова »(Санкт-Петербург) шляхом реорганізації у формі приєднання до державного освітнього закладу вищої професійної освіти «Військово-морська академія імені Н. Г. Кузнецова» (Санкт-Петербург) державних освітніх установ вищої професійної освіти «Балтійський військово-морський інститут імені адмірала Ф. Ф. Ушакова» (Калінінград), «Військово-морський інженерний інститут» (Санкт-Петербург, м. Пушкін), «Військово-морський інститут радіоелектроніки імені А. С. Попова»(Санкт-Петербург, м. Петродворець),« морський корпус Петра Великого - Санкт-Петербурзький військово-морський інститут»,«Тихоокеанський військово-морський інститут імені С. О. Макарова»(м. Владивосток), державного освітнього закладу додаткової професійної освіти «Вищі спеціальні офіцерські класи Військово-Морського Флоту» (Санкт-Петербург) і федеральних державних установ «1-й Центральний науково-дослідний інститут Міністерства оборони Російської Федерації» (Санкт-Петербург), «24-й Центральний науково-дослідний інститут Міністерства оборони Російської Федерації »(Санкт-Петербург) і«40-й Державний науково-дослідний інститут Міністерства оборони Російської Федерації»(Санкт-Петербург) з подальшим утворенням на їх основі відокремлених структурних підрозділів. - Розпорядження Уряду РФ від 24.12.2008 N 1 951-р «Про реорганізацію державних установ середньої та вищої професійної освіти» |

Затверджена Міністром оборони РФ 13 червня 2009 року концепція створення Військового навчально-наукового центру ВМФ передбачала його розміщення в Кронштадті. Передбачалося, що число учнів, викладачів, наукових співробітників і персоналу нового навчального закладу перевищить 10 тисяч чоловік, а його територія складе більше 500 гектарів. Заплановані терміни завершення створення центру — 2013 рік. Це не було здійснено. В даний час ВУНЦ ВМФ функціонує в Санкт-Петербурзі.
Наказом Міністра оборони РФ від 15 березня 2012 № 545, з 1 липня 2012 Військово-морський інженерний інститут і Військово-морський інститут радіоелектроніки імені А. С. Попова були перетворені в Військово-морський політехнічний інститут Військового навчально-наукового центру ВМФ «Військово-морська академія імені Н. Г. Кузнєцова».
У 2015 — на початку 2016 виконаний ремонт службових приміщень провідних кафедр і навчальних класів, а також капітальний ремонт в житлових приміщеннях курсантів.

### Факультети
1. Командно-штабний факультет: начальник Просеков Павло Васильович.
2. Командно-інженерний факультет: начальник Пирогов Дмитро Борисович.

## Начальники
Морський кадетський корпус з офіцерським класом (1827—1862)
- 1827—1842 — Крузенштерн Іван Федорович, адмірал
- 1842—1848 — Римський-Корсаков Микола Петрович, віцеадмірал
- 1848—1851 — Казін Микола Глібович, віцеадмірал
- 1851—1855 — Глазенап Богдан Олександрович, контрадмірал
- 1855—1857 — Давидов Олексій Кузьмич, віцеадмірал
- 1857—1861 — Нахімов Сергій Степанович, контрадмірал

Морське училище з академічним курсом морських наук (1862—1877)
- 1861—1871 — Римський-Корсаков Воїн Андрійович, контрадмірал
- 1871—1882 — Єпанчин Олексій Павлович, контрадмірал

Миколаївська морська академія (1877—1917)
- 1882—1896 — Арсеньєв Дмитро Сергійович, віцеадмірал
- 1896—1901 — Крігер Олександр Христофорович, контрадмірал
- 1901—1902 — Доможиров Олександр Михайлович, контрадмірал
- 1902 — Давидов, Василь Олексійович
- 1902—1904 — Чухнін, Григорій Павлович, контрадмірал
- 1904—1906 — Римський-Корсаков, Микола Олександрович, контрадмірал
- 1906—1908 — Воєводський, Степан Аркадійович, контрадмірал
- 1908—1910 — Русин, Олександр Іванович, контрадмірал
- 1910—1917 — Шульгін, Григорій Іванович, генерал-лейтенант флоту

Морська академія (1917—1922)
- 1917—1919 — Кладо, Микола Лаврентійович, генерал-майор по флоту
- 1919—1920 — Крилов, Олексій Миколайович, генерал-лейтенант по флоту
- 1920—1921 — Жерве, Борис Борисович

Військово-морська академія Робітничо-Селянського Флоту (1922—1931)
- 1921—1923 — Петров, Михайло Олександрович, військовий моряк
- 1923—1930 — Жерве, Борис Борисович, військовий моряк
- 1930 — Душенов, Костянтин Іванович, військовий моряк
- 1930—1933 — Дупліцький Дмитро Сергійович, військовий моряк

Військово-морська академія Робітничо-Селянської Червоної Армії імені К. Є. Ворошилова (1931—1938)
- 1933 — Окунєв, Григорій Сергійович, військовий моряк
- 1933—1936 — Стасевич, Павло Григорович, капітан 1 рангу
- 1936—1937 — Олександров, Олександр Петрович, контрадмірал, капітан 1 рангу (і. о.)
- 1937 — Лудрі, Іван Мартинович, флагман 1 рангу

Військово-морська академія Робітничо-Селянського Військово-Морського Флоту імені К. Є. Ворошилова (1938—1944)
- 1937—1938 — Ставицький, Сергій Петрович, флагман 2 рангу
- 1938—1939 — Ісаков, Іван Степанович, флагман 1 рангу
- 1939—1941 — Степанов, Георгій Андрійович, флагман 1 рангу, з 04.06.1940 віцеадмірал
- 1941—1942 — Штейнберг, Генріх Володимирович, контрадмірал (1945)
- 1942—1944 — Петровський Володимир Олексійович, контрадмірал

Військово-морська академія імені К. Є. Ворошилова (1944—1960)
- 1944—1945 — Абанькін Павло Сергійович, адмірал
- 1945—1948 — Алафузов Володимир Антонович, адмірал
- 1948—1951 — Пантелєєв Юрій Олександрович, віцеадмірал, з 03.08.1953 адмірал
- 1951—1957 — Юмашев Іван Степанович, адмірал
- 1957—1960 — Андрєєв Володимир Олександрович, адмірал

Військово-морська академія кораблебудування і озброєння імені А. Н. Крилова (1945—1960)
- 1945—1947 — Килина Михайло Іванович, контрадмірал
- 1947—1948 — Галлер Лев Михайлович, адмірал
- 1948—1950 — Крупський Михайло Олександрович, контрадмірал
- 1950—1954 — Зозуля Федір Володимирович, віцеадмірал
- 1954—1956 — Петров Анатолій Миколайович, віцеадмірал
- 1956—1960 — Пантелєєв Юрій Олександрович, адмірал

Військово-морська академія (1960—1968), Військово-морська академія (1968—1976), Військово-морська академія імені А. А. Гречка (1976—1978), Військово-морська орденів академія імені А. А. Гречко (1978—1990), Військово-морська академія імені Н. Г. Кузнєцова (1990—2008) 
- 1960—1967 — Пантелєєв Юрій Олександрович, адмірал
- 1967—1974 — Орел Олександр Євстахійович, адмірал
- 1974—1981 — Сисоєв Віктор Сергійович, адмірал
- 1981—1991 — Понікаровський Валентин Миколайович, адмірал
- 1991—1995 — Іванов Віталій Павлович, адмірал
- 1995—2003 — Єрьомін Василь Петрович, адмірал
- 2003—2008 — Сисуєв Юрій Миколайович, адмірал

Федеральна державна військова освітня установа вищої професійної освіти «Військовий навчально-науковий центр Військово-Морського Флоту» Військово-морська академія імені Н. Г. Кузнецова "'   (з 2008)  
- 2008 — 25.05.2012 — Римашевський Адам Адамович, віцеадмірал
- 08.11.2012 — 17.05.2016 — Максимов Микола Михайлович, адмірал у відставці
- 17.05.2016 — 30.06.2016 — Носатов Олександр Михайлович, віцеадмірал
- 03.10.2016 —12.2019 — Касатонов Володимир Львович, віцеадмірал
- 01.2020 —10.08.2022 — Соколов Віктор Миколайович, віцеадмірал